# Staedtler
Staedtler Mars GmbH & Co. KG (немецкое произношение: [ˈʃtɛtlɐ]) — немецкое промышленное предприятие производящее канцелярские товары основанное в Нюрнберге. Фирма была основана в 1835 году J.S. Staedtler (1800–1872) и производит большой ассортимент канцелярских товаров, таких как письменные принадлежности (включая инструменты для черчения) и канцелярские товары.
Staedtler претендует на звание крупнейшего европейского производителя карандашей из дерева, карандашей для кодоскопов, механических карандашей, стирательных резинок и ваяльной глины. Staedtler имеет более 26 глобальных дочерних компаний и девять производственных предприятий. Почти две трети производства осуществляется на четырёх производственных предприятиях в Нюрнберге, в Германии, хотя некоторые из его продуктов производятся в Японии. Это Noris, линия карандашей чрезвычайно распространённая в британских школах.

## История
Истоки бренда можно проследить с XVII века, когда Friedrich Staedtler взял на себя весь процесс производства карандашей, от грифеля до дерева. Однако, эта деятельность была запрещена Нюрнбергским советом, который заявил, что производство должно разрабатываться двумя разными экспертами. В итоге, Staedtler's работа помогла отменить это правило, тем самым облегчив работу другим производителям карандашей в Нюрнберге.
Компания была основана в 1835 году Johann Sebastian Staedtler как карандашная фабрика и изначально располагалась в Нюрнберге, но корни компании уходят в 1662, когда информация о Friedrich Staedtler, как мастера, по изготовлению карандашей попали в городскую летопись. Staedtler получил разрешение от городского совета на производство графита, сангины и карандашей пастель на его заводе. В 1866 году на предприятии работало 54 рабочих и они ежегодно производили 2,16 млн карандашей.

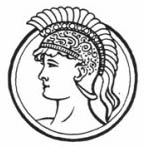
Первая версия логотипа "головы Марса" выполненная в 1908 году

В 1900 году, Staedtler зарегистрировал брэнд Mars (который представлял Бога войны в Римской религии) и использовал голову Марса в логотипе и как имя для некоторых продуктов компании. В том же году товары Staedtler появились в Италии. В 1901 году, Staedtler зарегистрировал брэнд Noris.
В 1922 году было основано дочернее предприятие в штате Нью-Йорк, в США. А спустя четыре года было основано дочернее предприятие в Японии. В 1937 году изменилось название на Mars Pencil and Fountain Pen Factory, а ассортимент продукции был расширен за счёт механических письменных принадлежностей. В 1949 году начали производить шариковые ручки, которые стали широко использоваться вместо перьевых ручек (хотя последние Staedtler до сих пор производит).
В 1950 году компания наладила выпуск выдвигающихся карандашей (или механических карандашей). Первоначально их производили из дерева. Спустя четыре года, был зарегистрировал брэнд "Lumocolor" . Этот бренд был использован для разработки широкого спектра фломастеров Staedtler. Голова Марса стала окончательным логотипом Staedtler в 1958 году. С тех пор у этого логотипа было несколько модификаций стиля, последняя в 2001 году.
В 1962 году компания начала производить рапидографы. В 1967 году было основано итальянское дочернее предприятие в Милане. В 1970-е году Staedtler приобрела Neumarkt factory, который ранее назывался Eberhard Faber factory.Тем не менее в 2009 году Staedtler продал права на брэнд "Eberhard Faber" фирме Faber-Castell, хотя компания сохранила Neumarkt factory, где Staedtler до сих пор производит деревянные карандаши.
Начиная с 2010 года, Fimo (продукция из глины), Mali, Aquasoft и другие бренды продавались под именем Staedtler. В том же году, компания отпраздновала свой 175-ти летний юбилей.

## Продукция
Продукция Staedtler включает в себя: Noris, Mars Lumograph (карандаши); Mars plastic (стирательная резинки); 925- серии (механических карандашей), Mars micro (карандашные грифели); Triplus; Textsurfer (маркеры); Lumocolor (маркеры, цветные карандаши и так далее).
В нижеприведённой таблице представлены продукты Staedtler:

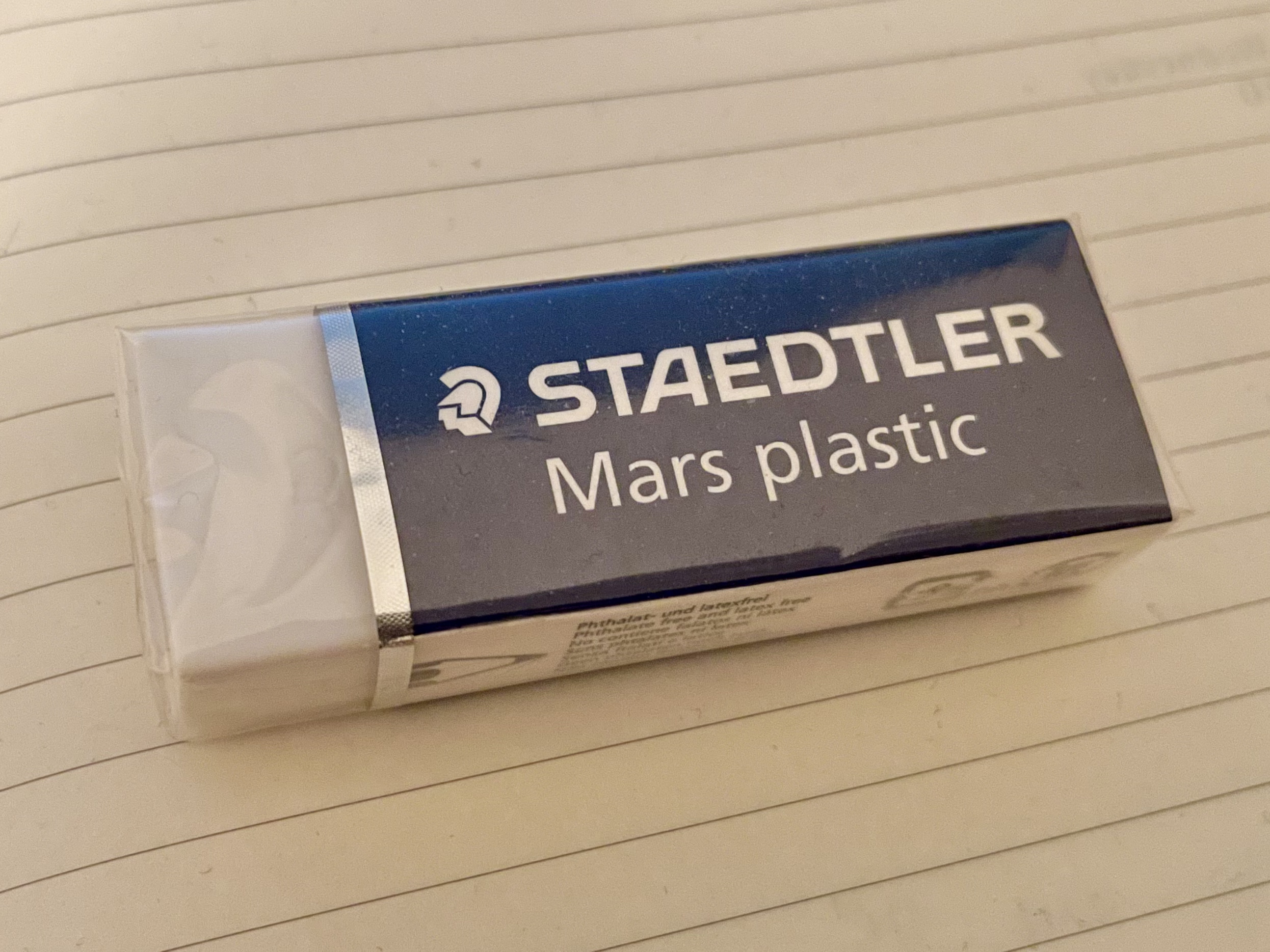
Стирательная резинка Staedtler

| Категория                 | Продукция |
| ------------------------- | --- |
| Письменные принадлежности | карандаши, механические карандаши, фломастеры, текстовыделители, шариковые ручки, ручки-роллеры                                                 |
| Черчения                  | рапидографы, циркули, линейки, треугольные линейки, кульманы, восковые мелки, мелки, пастель, краски, ваяльная глина, направляющие для надписей |
| Краски                    | цветные карандаши, восковые мелки, мелки, пастель, краски, ваяльная глина, чернила                                                              |
| Канц. товары              | стирательные резинки, точилки для карандашей |

## Награды
Staedtler получила награды за свою продукцию, совсем недавно за Wopex Graphite Pencils и за Triplus line.

### 2008
- Награда Red Dot за Lumocolor Twister Dry Markers[14]

### 2009
- Bio Composite of the Year за Wopex Graphite Pencils[15]
- Награда ISH Design Plus Award за Wopex Graphite Pencils[16]
- Награда Red Dot за Triplus 776 Mechanical Pencils[17]

### 2011
- Награда Red Dot, Triplus 426 Ballpoint Pens[18]